# 2023年特維爾州飛機墜毀事故
2023年特維爾州飛機墜毀事故，是指2023年8月23日在莫斯科西北方的特维尔州库任基诺发生的一起坠机事故。一架由莫斯科飛往圣彼得堡的萊格賽600型私人飛機墜毁，機上七名乘客和三名機員全部死亡。
这次事件中，瓦格纳集团雇佣兵头目叶夫根尼·普里戈任及其副手德米特里·乌特金（代号“瓦格纳”，是瓦格纳集团最初的创始人之一）均在坠机中当场身亡。事件发生后一度有普里戈任并未在飞机上的传言，但在对现场寻获对尸体的初步判别中，普里戈任的尸体因其缺失的手指被识别，而乌特金的尸体则靠他身上的纳粹纹身被辨别出来。随后俄国当局进行的DNA检测亦证实普里戈任和烏特金均已死亡。

## 背景
普里戈任1961年出生於苏联列寧格勒（今聖彼得堡），1990年代起在家鄉憑飲食業發迹，藉此結識當時在聖彼得堡出任第一副市長（现为俄罗斯总统）的普京，並成為後者親信，後來被稱為「普京的大廚」。
到2014年，普里戈任成立僱傭兵組織「瓦格納集團」，參與叙利亚内战，後來將業務逐漸擴展至非洲。到2022年俄羅斯入侵烏克蘭後，瓦格納集團長期主攻烏克蘭東部城鎮巴赫穆特，巴赫穆特戰役被形容是俄烏戰爭最血腥的戰役。
惟瓦格納集團與俄羅斯正規軍的齟齬也在其間逐漸浮面，普里戈任批評正規軍作戰不力，並質疑瓦格納集團被俄羅斯國防部扣起彈藥，甚至屢次點名炮轟俄羅斯國防部長绍伊古和俄軍總參謀長格拉西莫夫。這些矛盾在2023年6月23日升至高峰。普里戈任發布影片，指摘俄羅斯軍方對瓦格納集團發動導彈襲擊，宣稱要「正義進軍」。瓦格納部隊同日深夜在侵烏指揮部、俄軍南部軍區總部所在的顿河畔罗斯托夫發起兵變，向莫斯科長驅直進，但翌日晚上宣布停止推進，兵變在一日內落幕。白俄羅斯總統卢卡申科表示自己出面斡旋，普京同意給予瓦格納武裝人員安全保障，普里戈任則率眾轉移到白俄羅斯。此後普里戈任行蹤成謎，不時傳出他在俄白兩國遊走。2023年8月21日，普里戈任發表身穿迷彩軍服的短片，背景是沙漠，外界揣測他身處非洲。
据与瓦格納集團关系密切的消息来源称，格鲁乌副局长领导并计划由一支筹备中的平行雇佣军团体取代瓦格纳的大部分成员。据称，普里戈任极力抵制此计划，并因而从马里紧急返回俄罗斯，以图阻止该情况发生。
根據航空網站International Aviation HQ，巴西航空工业公司的莱格塞600型飛機於2002年起提供飛航服務，直到2020年停產前，共生產近300架。這款公務型噴射機飛航20多年僅發生過1次意外，2006年一架全新的此型飛機在從巴西航空工業公司當地工廠飛往美國交付途中，與高爾航空一架波音737-8EH（SFP）型飛機空中相撞。這架萊格賽600型飛機雖受損，但機師將飛機紧急降落在巴西一个空军基地，机上7人無人傷亡；但737因受损严重空中解体坠毁于热带雨林中，机上154人全部遇难。隨後調查將責任歸咎於人為而非機械故障，涉事飞机在停场多年后被修复并转手。

## 事故經過
普里戈任乘搭的私人飛機，大約於2023年8月23日當地時間18時正於莫斯科起飛，計劃前往聖彼得堡。根據航班追蹤網站Flightradar24公關主任佩特切尼克，飛機原本毫無異狀，直到當地時間18時19分，飛機於30秒內「突然垂直下墜」，從28,000英尺的飛行高度急墜超過8,000英尺。佩特切尼克表示，「不管發生了什麼事，一切都來得很快……事發後，他們也許一直在（與飛機）搏鬥」，但在急墜之前，「毫無跡象顯示飛機有任何問題」。
飛機疑似在俄羅斯境內特維爾州库任基诺镇附近被俄羅斯空軍擊落，距其出發點莫斯科以北約六十英里。這架飛機是巴西飛機製造商巴西航空工業公司製造的私人飛機；據報導指這架飛機可能是普里戈任的私人飛機巴西航空工業萊格賽600飛機。然而俄新社聲稱飛機屬於商業運輸公司「MNT-Aero LLC」所有。在坠机当时，普京正在库尔斯克举行的会战胜利80周年活动上发表讲话。
俄罗斯联邦航空运输署表示，俄羅斯僱傭兵組織瓦格纳集团創辦人普里戈任和乌特金均在乘客名單上，但是也曾有Telegram頻道聲稱普里戈任在另一架飛機上。
俄罗斯官方称飞机在空中飞行不到半小时就在着陆时起火，但與瓦格納集團相關的Telegram頻道“The Grey Zone”聲稱這架飛機是被俄羅斯防空系統擊落。據報導指，飛機上已發現全部10具屍體。在墮機事故數分鐘後，社交網路出現了飛機墜毀的畫面，但该影片实际上是6月24日瓦格纳兵变时击落的俄军电子战飞机下坠画面。
2023年8月24日，俄罗斯当局表示，失事客机乘客全部尸体均已找到。警方封锁了坠机地点周围地区，俄罗斯联邦航空运输署亦成立了相关特别委员会实施调查。俄罗斯联邦侦查委员会也表示针对“违反航空运输安全规则”展开调查。
2023年8月25日，俄罗斯联邦侦查委员会表示侦查人员已在事故现场取得10具尸体和失事飛機飞行记录仪，正在检测尸体DNA以确认其身份。27日，俄方发布消息称DNA检测结果确定坠机现场寻获的其中一具尸体是普里戈任。

## 罹難者名單

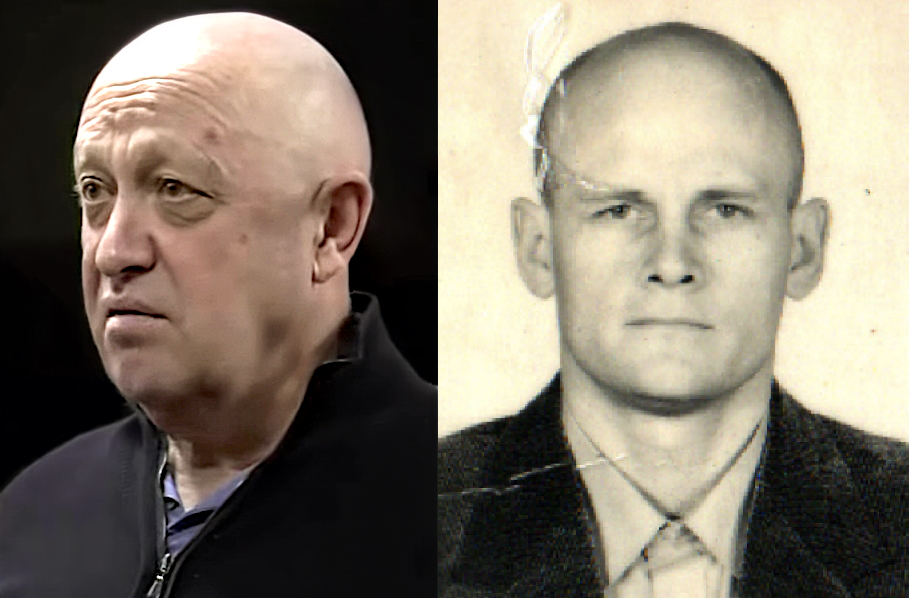
普里戈任（左）和烏特金（右）

俄罗斯联邦航空署公佈了遇難者的姓名。名單上列出的十人中，其中七人是乘客：
- 叶夫根尼·普里戈任：瓦格納集團的創始者、最高領袖及發言人[29]。
- 德米特里·乌特金：瓦格納軍事總司令[29]。
- 謝爾蓋·普羅普斯汀：瓦格納高層指揮官[29][30]，参加过第二次车臣战争，于2015年加入瓦格纳[31]。
- 葉夫根尼·馬卡良：普里戈任保鏢[29][30]，第四突击分队指挥官，曾是一名地区警察，于2016年3月加入瓦格纳[31]。
- 亞歷山大·托特明：普里戈任保鏢[29][30]。
- 瓦列里·切卡洛夫：瓦格納總軍需官[29][30]，負責內部安全、物流後勤、軍需粮草、農業生產、地质勘探、油礦業務等项目，普里戈任最信任的心腹之一[31]。
- 尼古拉·馬圖耶夫：瓦格納高層指揮官[29][30]。
- 阿列克謝·列夫辛：機師[32]。
- 魯斯塔姆·卡里莫夫：副機師[32]。
- 克里斯蒂娜·拉斯波波娃：服務員[32]。

國際文傳電訊社表示已經尋獲10人的遺體。根據BBC引用與瓦格納領導層關係密切的Telegram頻道「The Grey Zone」的說法，以及俄羅斯媒體帝都電視台援引匿名消息人士以及俄羅斯軍事Telegram頻道「VChK-OGPU」的說法，推定普里戈任已在空難中身亡。此外，華爾街日報、美聯社、半島電視台、政客等多間媒體均推定普里戈任已死。有消息人士表示普里戈任的手机在坠机现场的一具尸体旁边被发现，初步確定了普里戈任的尸体。

## 事故原因
墜機成因有眾多疑問。網路上流傳的墜機現場圖片顯示，失事飛機上有疑似彈孔的痕跡。而親瓦格納Telegram頻道「The Grey Zone」宣稱是俄軍防空導彈將飛機擊落，引述當地居民指事發時有兩聲巨響，目擊兩道冒煙的痕迹，與防空系統開火特徵相似。惟有分析質疑以飛機當時高度需至少出動中程導彈才能將其擊落，而且機身一體掉落地面，不似是被彈頭或碎片擊中。路透社在2023年8月24日報導指美國軍方正在研究有關普里戈任飛機墜毀多種可能原因，其後引述美國高官指，初步分析顯示客機是被地對空導彈擊落。惟後來美聯社再引述美國和西方官員指，墜機是在飞机上蓄意引發爆炸所致。美国国防部发言人赖德也否認飛機是被地對空導彈擊落。
12月22日，華爾街日報援引西方情報和前俄羅斯情報官員消息報道，俄羅斯聯邦安全會議秘書和前俄羅斯聯邦安全局局長尼古拉·帕特魯舍夫下令暗殺普里戈任，總統普京知情但沒有反對。

## 相关猜测
在事故發生前兩個月，普里戈任、烏特金和切卡洛夫三名瓦格納集團領導人曾經公然發動兵變違抗普京總統的政權，儘管普里戈任以前是普京重要的盟友。而叛亂通過相對溫和的方法談判解決，讓普里戈任逃脫處罰。BBC援引分析人士的說法，這種相對低調的處理方式使他們認為普里戈任是一個「朝死路上走的人」。
根據俄語獨立媒體Meduza訪問克里姆林宮內部人士有關普里戈任之死，其表示「我有預感他的結局很糟糕，（克里姆林宮）不會原諒這樣的事情」，而普京判斷普里戈任不再是一個「可靠且易於管理的人」。克里姆林宮內部人士向Meduza稱普里戈任在叛變失敗後「沒有學到任何東西」，並繼續在俄羅斯做生意並會見了莫斯科市長辦公室和地區政府的官員，討論公共部門機構的食品供應問題。消息人士表示「考慮到風險問題，為什麼他（普里戈任）仍然需要在這裡簽訂學校供餐合同？」
卡內基俄羅斯歐亞中心高級研究員斯塔諾瓦亞表示，無論是什麼原因導致了飛機失事，每個人都會將其視為克里姆林宮對不忠之人的報復與恐嚇，因此俄罗斯政府也就抱持著模糊的態度，但斯塔诺瓦亚认为有充分理由相信普京参与了这起事故。
根據美聯社援引匿名美國情報官員的說法，其初步評估普里戈任「很可能」早就成為暗殺目標，此次空難符合普京「長期以來試圖壓制批評者的歷史」。
烏克蘭总统顧問波多利亚克懷疑這不是意外事件，而是普京在為2024年俄罗斯总统选举准備和肅清威脅，因為在不久前的2023年6月普里戈任曾帶領瓦格納集團發動兵變，但后來失敗流亡白俄羅斯。同日，苏罗维金因可能支持瓦格納集團兵變而被解除俄罗斯空天军司令職務。
2023年9月8日，烏克蘭總統澤連斯基聲稱掌握俄羅斯總統普京下令刺殺普里戈任重要證據。

## 各方反应
- 瓦格納集團其他高層指揮官表示，他們不會忍受普里戈津之死，並承諾將尋求報復。他們聲稱：「若普里戈津死亡消息得到證實，我們將在莫斯科組織第二次『正義行軍』！他最好還活著，這對你們（俄軍）比較有利，最好這次事件也與你們（俄軍）無關。」[52]
- 美國總統乔·拜登在接受傳媒採訪時表示，「我不知道確實發生了什麼，但我並不感到意外。」拜登亦推測，「俄羅斯發生的很多事情是普京背後支持，但我了解的還不夠多，不知道答案。」[53]
- 烏克蘭總統弗拉基米尔·泽连斯基被問及普里戈任死亡一事時稱，烏克蘭與此事無關，「大家都知道誰與此有關」。他又稱，俄羅斯政府、普里戈任及其僱傭兵造成多人死亡，「對這些『非人類』沒有什麼好話要說，（他們）不是被海牙國際法庭審判，就是要被上帝審判」。[54]
- 烏克蘭總統顧問米哈伊洛·波多利亚克在社交媒體上寫道，在普里戈任與「瓦格納集團」意圖兵變後的兩個月消滅他們，顯示普京要在2024年俄羅斯總統大選前向國內菁英發出訊號：「小心點！不忠誠就得死。」[50]
- 飛行器製造商巴西航空工業公司不願對事故置評，僅表示「公司一直遵從國際對俄羅斯的制裁」。[10]
- 俄羅斯總統弗拉迪米爾·普丁向特維爾州飛機失事遇難者家屬表示哀悼，同时表示在事故中遇难的瓦格纳公司员工为俄乌战争作出了巨大贡献。普京亦表示据自己所知，普里戈任是在飞机失事當天才从非洲返回的，当时他还会见了某些官员。他稱普里戈任是「一個命運多舛的人，犯過嚴重的錯誤，但他為自己和我所倡導的共同事業取得了需要的成果。他是個有才華的人」[55][56]。普京承諾將徹查墜機事故。[57]克里姆林宮方面否認普京與墜機事故有關。[58]10月5日，俄罗斯总统普京表示根據调查结果，飞机坠毁前未受外部冲击，调查人员在遇难者遗体中发现了手榴弹碎片。[59]
  -  車臣首腦拉姆贊·卡德羅夫表示向普里戈任的家人和朋友們致以深切的哀悼。他在Telegram的個人頻道中表示「毫無疑問，他對特殊軍事行動做出了巨大貢獻，這份功勞不容否認。他的去世對整個國家來說都是一個巨大的損失。」但他也說普里戈任看不清國內局勢，表示「我曾要求他為至高無上的國家事務放棄個人野心。其他事情可以以後再決定，但他卻以他堅毅的性格和達成目標的渴望，堅持在當下追求他的目標[60]。」

- 親瓦格納集團的Telegram頻道「The Grey Zone」事發後不久確認普里戈任（其後還有集團二號人物烏特金）的死訊，其聲明最後一句寫道：「惟即使身處地獄，他也會是最佳！榮耀歸於俄羅斯！」這句話並非「詛咒」，而是呼應普里戈任的「自我預言」。在「The Grey Zone」後來披露的舊訪問片段中，普里戈任談到自己的死亡觀時稱：「我們都會下地獄，但我們會成為地獄中最好的。」烏特金在片段中沒有露面，但聽到他說：「死亡不是結束，而是其他事情的開始。」[61]
- 俄罗斯反对派：与烏克蘭陣營并肩作战戰的「俄罗斯志愿军团」指揮官傑尼斯·尼基廷呼籲「瓦格納集團」傭兵倒戈加入他們的行列，為瓦格納創辦人普里戈任及其指揮官烏特金的死報仇。[62]

- 白俄羅斯：白俄羅斯總統盧卡申科表示普京不可能下令殺死普里戈任。[63]他還表示自己曾提醒普里戈任要小心。[64]

## 悼念
在墮機事故發生後當晚，悼念空難遇難者的人聚集在聖彼得堡與瓦格納集團或普里戈任相關的建築物，獻上鮮花、蠟燭和瓦格納徽章等悼念品。根據CNN的報導指，公眾在瓦格納總部外展開了一面大橫幅，上面寫著：「瓦格納PMC。我們在一起。」
2023年8月29日，普里戈任被埋葬於聖彼得堡波克羅夫斯科耶公墓，葬禮以私人形式舉行。克里姆林宮發言人佩斯科夫表示俄羅斯總統普京沒有計劃參與葬禮。

## 評論
战争研究所认为，瓦格纳集团高層在空难中死亡意味着该集团可能不再作为一个准独立的平行军事结构而存在，并影響其意圖對普京政权削弱其行动的努力。并導致被俄羅斯政府吞并或摧毁该组织。
《華盛頓郵報》報導，有部分俄羅斯專家認為普里戈任之死將暫時消除俄羅斯精英階級中任何剩餘的挑戰普京的衝動，說道「因為這樣做的成本大幅上升了」，進一步鞏固普京的統治。俄羅斯企業高管表示，他們在事件後越來越不願意批評俄羅斯入侵烏克蘭，同時擔心，對於俄羅斯政府具建設性的批評也可能會招致報復。

## 外部鏈結
- Flightradar24上的飛行記錄 （页面存档备份，存于）
- 航空安全網絡說明 （页面存档备份，存于）